# Stazione di Dempō
La stazione di Dempō (伝法駅?, Dempō-eki) è una fermata ferroviaria situata nel quartiere di Konohana-ku della città di Osaka nella prefettura omonima in Giappone. La stazione si trova sulla linea Hanshin Namba delle Ferrovie Hanshin.

## Linee
Ferrovie Hanshin
■ Linea Hanshin Namba

## Struttura
La fermata è realizzata in terrapieno e dispone di due marciapiedi laterali con due binari passanti. Il fabbricato è dotato di ascensori per permettere l'accesso ai binari alle persone con mobilità ridotta, biglietteria e servizi igienici. 
| Est   | ■ Linea Hanshin Namba | per Nishikujō, Dome-mae, Ōsaka Namba, e Kintetsu-Nara |
| Ovest | ■ Linea Hanshin Namba | per Amagasaki, Sannomiya, Sanyō-Akashi e Sanyō-Himeji |

## Stazioni adiacenti
| «                            | Servizio                               | »                   |
| Linea Hanshin Namba          | Linea Hanshin Namba                    | Linea Hanshin Namba |
| ---------------------------- | -------------------------------------- | ------------------- |
| Fuku                         | Locale Semiesp. sezionale Semiespresso | Chidoribashi        |
| Il Rapido espresso non ferma |                                        |                     |